# Sargsashen
Sargsashen (in armeno Սարգսաշեն?, in azero Çağadüz) è una comunità rurale del distretto di Xocavənd, in Azerbaigian, fino al 2020 appartenente alla regione di Martuni nella repubblica dell'Artsakh (fino al 2017 denominata repubblica del Nagorno Karabakh).
Nel 2005 contava poco più di duecento abitanti e sorge in una verde zona agricola, per lo più pianeggiante, non lontano dalla strada che collega Varanda alla ex capitale dell'Artsakh Step'anakert. Nei suoi pressi scorre il fiume Varanda.